# Clanis euroa
Clanis euroa là một loài bướm đêm thuộc họ Sphingidae. Loài này có ở Timor ở Indonesia.